# Temple du Bouclier
Il Temple du Bouclier (in italiano: Tempio [di via] dello Scudo), è un luogo di culto protestante del centro storico di Strasburgo. Si trova in rue du Bouclier. 
È sede della più antica comunità riformata della città che sia nata già come tale (e non per aver abbracciato Riforma dopo esser stata inizialmente una parrocchia cattolica). 

## Storia

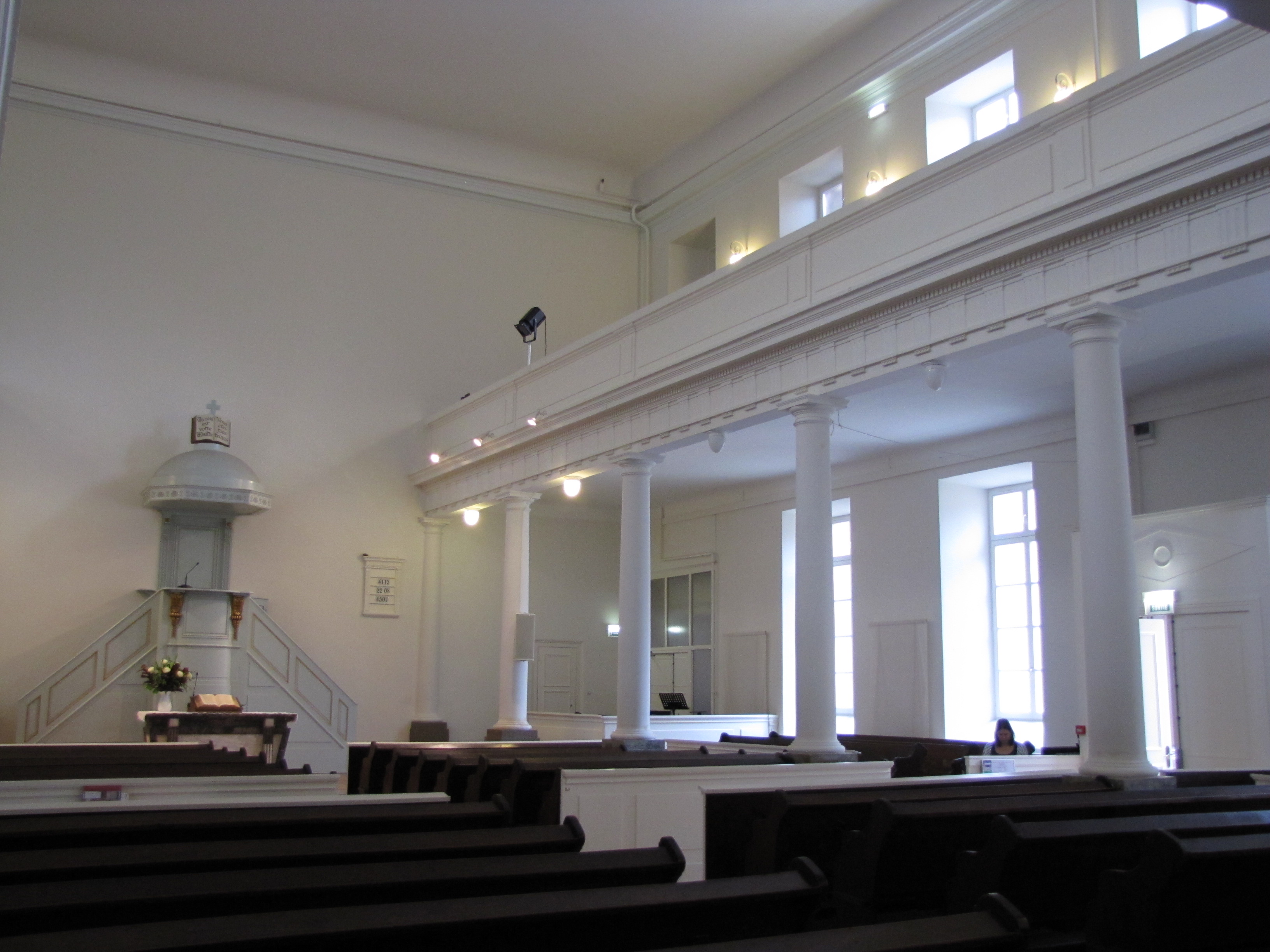
Interno

Erede della prima parrocchia riformata fondata da Giovanni Calvino durante il suo passaggio a Strasburgo (1538-1541), la chiesa del Bouclier è situata nel pittoresco quartiere della Petite France.
In questo luogo è testimoniata la presenza di Jacques Lefèvre d'Étaples e dei suoi discepoli del Cénacle de Meaux, già agli albori della Riforma protestante. Tra queste mura si rifugiò per un certo tempo anche Guillaume Farel. Da allora, si stabilì qui un rifugio per i profughi che abbracciavano la Riforma e per questo venivano perseguitati nel Regno di Francia, nel Ducato di Lorena e nei Paesi sotto il dominio della Corona di Castiglia (Brabante, Fiandre, Hainaut, Ardenne e Franca Contea). Essi formarono una comunità molto eterogenea, ma accomunata dall'utilizzo della lingua francese, a differenza delle sette parrocchie luterane della città di Strasburgo, tutte di lingua tedesca. Ogni tanto un predicatore di lingua francese visitava la comunità, che però non aveva un pastore stabile né un luogo di culto.
Il riformatore della città, Martin Bucer, prese a cuore le sorti di quella comunità così disomogenea (diversi di loro avevano aderito al movimento anabattista), e chiese all'amico Giovanni Calvino, appena scacciato da Ginevra e stabilitosi a Basilea, di assumersi l'incarico della cura pastorale di quella stessa comunità. Calvino accettò e nel 1538 giunse a Strasburgo. In quegli anni Calvino tenne anche corsi di latino all'università, si sposò e si stabilì con sua moglie Idelette de Bure proprio in rue du Bouclier. Nel 1541 Calvino tornerà a Ginevra, lasciando a Strasburgo una comunità ben avviata, con caratteristiche proprie che la distinguevano dalle chiese luterane (ad esempio, l'organizzazione di studi biblici durante la settimana o il canto dei Salmi durante il culto: il primo Salterio in francese venne pubblicato proprio nel 1539 a Strasburgo).
Dopo aver conosciuto per 150 anni la proibizione di celebrare il loro culto all'interno della città, all'alba della Rivoluzione francese i riformati francesi di Strasburgo vennero autorizzati a costruire il tempio attuale, di semplicità tipicamente calvinista.

## Organi a canne

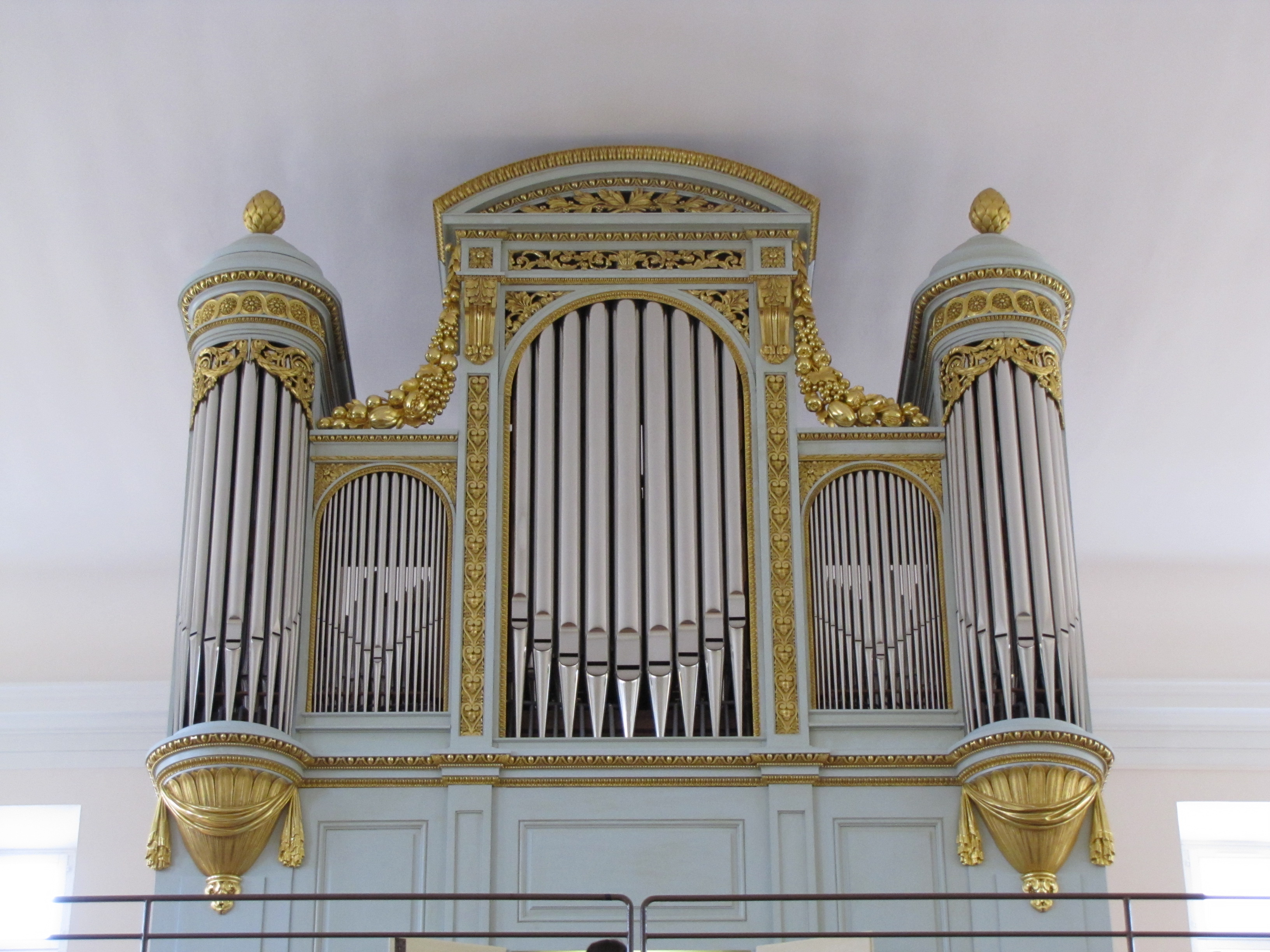
Organo maggiore

L'organo maggiore venne costruito nel 1790 da Conrad Sauer, allievo di Johann Andreas Silbermann, e successivamente più volte modificato; attualmente conserva dell'impianto originale soltanto la cassa lignea scolpita e in parte dorata, realizzata su disegno di Jean Baptiste Pertois dall'ebanista François Antoine Ketterer, e classificata come monumento storico di Francia. La parte strumentale, invece, è integralmente frutto della ricostruzione di Dominique Thomas del 2007. L'organo odierno è stato realizzato su progetto di Christian Lutz, avendo come riferimento le opere dell'organaro Tobias Heinrich Gottfried Trost, contemporaneo di Johann Sebastian Bach ed attivo in Turingia; dispone di 40 registri (dei quali 34 sono reali) ed è a trasmissione integralmente meccanica. La consolle, a finestra, si apre nella parete anteriore della cassa e dispone di due tastiere e pedaliera, con i registri azionati da pomelli disposti su più colonne ai lati dei manuali.
Della ditta Thomas è altresì l'organo positivo a cassapanca, coevo di quello maggiore, dotato di 7 registri su unico manuale.